# Широкохвостый хвостокол
Широкохвостый хвостокол (лат. Pastinachus sephen) — вид рода Pastinachus из семейства хвостоко́ловых отряда хвостоколообразных надотряда скатов. Эти рыбы широко распространены в Индийском океане и в западной части Тихого океана. Они встречаются на глубине до 60 м, заплывают в солоноватые воды. Максимальная зарегистрированная ширина диска 183 см. Их грудные плавники срастаются с головой, образуя ромбовидный диск, ширина которого превосходит длину. Рыло слегка вытянутое и заострённое. На довольно длинном хвостовом стебле присутствует широкий вентральный кожный киль, который развевается подобно флагу во время движения. Окраска дорсальной поверхности диска ровного серо-коричневого цвета. На спине, от области между глазами и до основания хвоста пролегает широкая полоса острых чешуек, края диска голые.
Подобно прочим хвостоколообразным широкохвостый хвостокол размножаются яйцеживорождением. Эмбрионы развиваются в утробе матери, питаясь желтком и гистотрофом. Рацион этих скатов состоит из костистых рыб, ракообразных, полихет и прочих морских беспозвоночных. Эти скаты являются объектом целевого промысла. Из их шкуры делают шагрень. Из-за ядовитого шипа на хвосте считаются потенциально опасными для человека.

## Таксономия и филогенез
Впервые новый вид был научно описан в 1775 году. Видовой эпитет происходит от арабского названия шагреневой кожи. Голотипом была назначена особь из Красного моря, эндемиком которого первоначально считался новый вид. В действительности скаты, обитающие в остальной части Индо-Тихоокеанской области, могут принадлежать к комплексу видов. Недавние молекулярные исследования подтвердили существование двух различных форм, населяющих воды Юго-Восточной Азии, которые отличаются толщиной хвоста и размером при котором достигается половая зрелость.

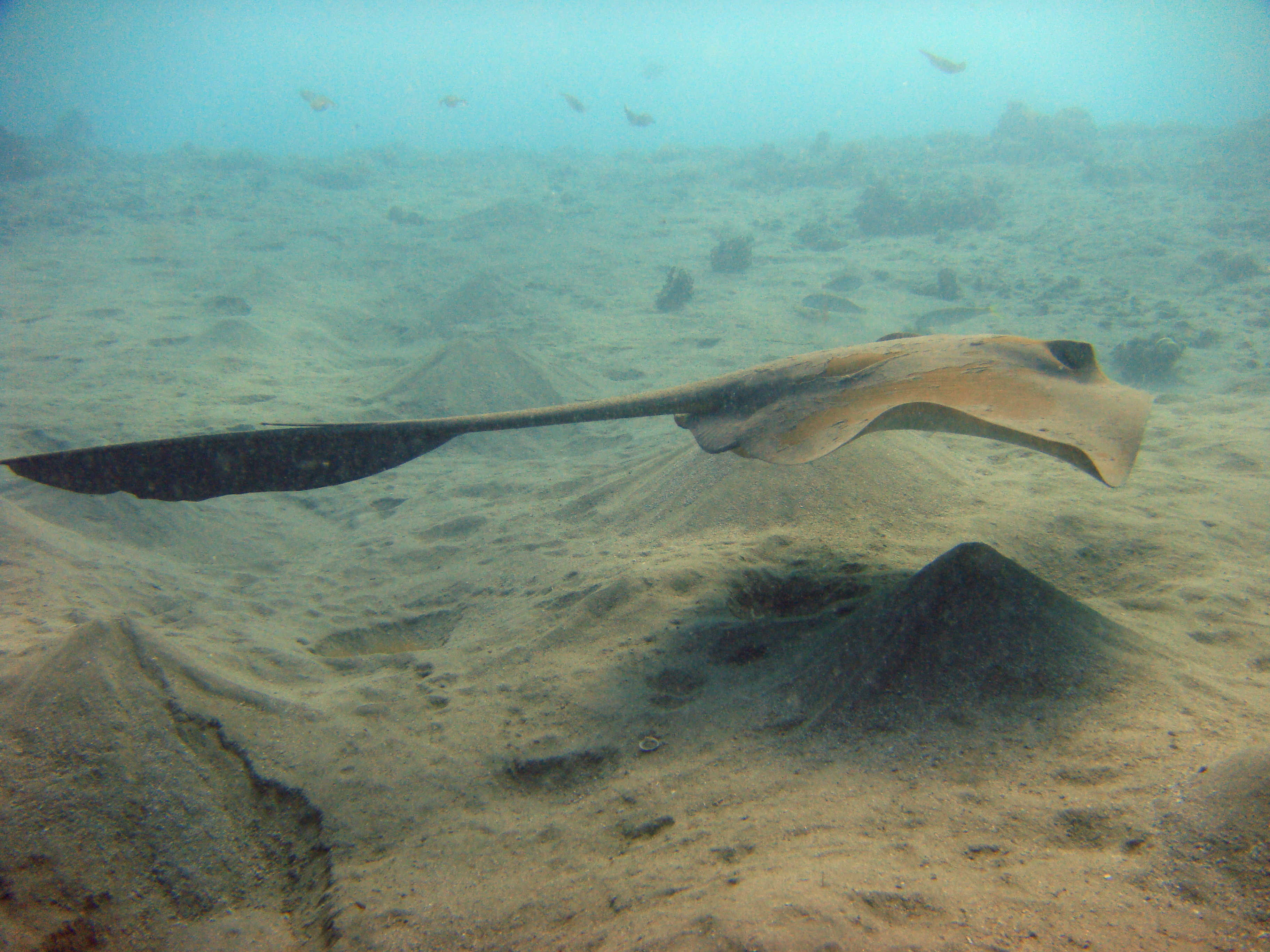
При движении вентральная кожная складка развевается подобно флагу

## Ареал и места обитания
Широкохвостый хвостокол широко распространён в тропических водах Индийского и Тихого океана от ЮАР и Красного моря, до Японии и Австралии, включая Меланезию и Микронезию. Эти скаты встречаются в прибрежных лагунах и вокруг коралловых рифах от зоны прибоя до глубины 60 м. Иногда они заплывают в эстуарии и даже поднимаются вверх по течению рек. Есть данные о поимке ската этого вида в реке Ганг на расстоянии 2200 км от моря. Подобно большинству хвостоколов они ведут донный образ жизни.

## Описание
Толстые грудные плавники этих скатов срастаются с головой, образуя ромбовидный плоский диск, ширина которого в 1,1—1,3 раза превышает длину, края плавников («крыльев») закруглены. Передний край почти прямой, рыло притуплённое и закруглённое. Позади мелких широко расставленных глаз расположены брызгальца. На вентральной поверхности диска имеются 5 пар жаберных щелей, рот и ноздри. Между ноздрями пролегает лоскут кожи с бахромчатым нижним краем. Рот небольшой, а на дне ротовой полости имеются 5 отростков. На каждой челюсти по 20 зубных рядов. Зубы имеют форму шестигранников и оканчиваются остриём. Хвост кнутовидный, утончающийся к кончику. На дорсальной поверхности рядом с довольно толстым основанием хвостового стебля и далеко позади брюшных плавников расположен шип, соединённый протоком с ядовитой железой. Позади шипа на хвостовом стебле имеется вентральная кожная складка, не доходящая до кончика, высота которой в 2—3 раза превосходит высоту хвоста.
Кожа в целом лишена чешуи, за исключением широкого ряда чешуек, тянущегося вдоль позвоночника от кончика рыла до основания хвоста, исключая края диска. Кожа новорождённых скатов голая, чешуя появляется вскоре после рождения. У молодняка в центре диска расположены 4 круглых бляшки, которые у взрослых особей порой неразличимы. Окраска дорсальной поверхности диска ровного серо-коричневого цвета. Кожная складка и кончик хвоста чёрные. Вентральная поверхность диска белая. Вентральная хвостовая кожная складка светло-серого цвета. Максимальная зарегистрированная ширина диска 183 см, хотя в среднем не превосходит 65 см. В Юго-Восточной Азии обитают 2 разные морфы этого вида: с толстой и с тонкой вентральной складкой. Максимальная длина тела скатов с толстой складкой достигает 325 см при ширине диска 149 см.

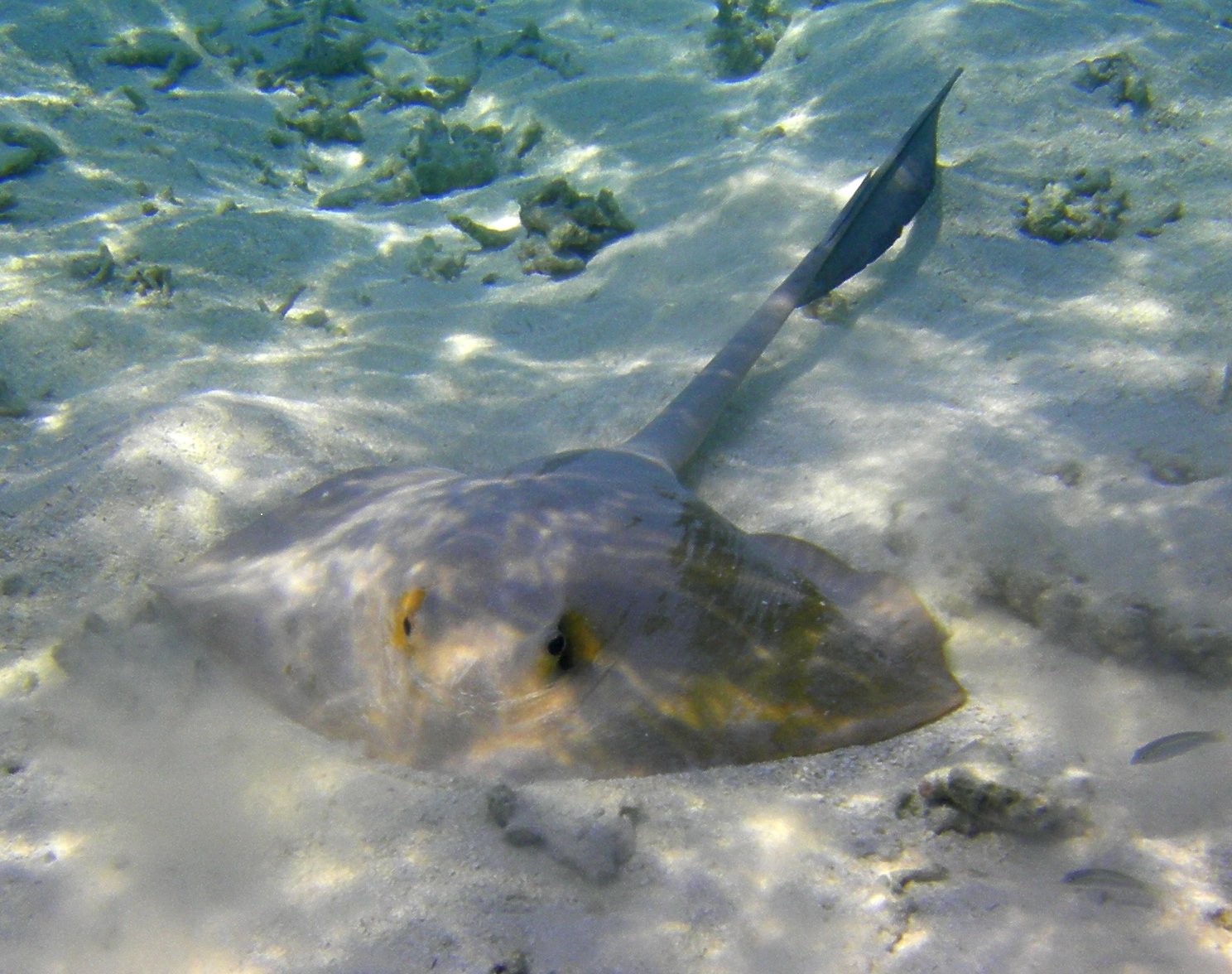
Эти скаты часто отдыхают на песчаном дне

## Биология
Основу рациона этих скатов составляют костистые рыбы, такие как сребробрюшковые, нитепёры и морской язык, ракообразные, полихеты, сипункулиды и моллюски. В свою очередь Pastinachus sephen могут стать добычей молотоголовых и серых акул, а также бутылконосых дельфинов. В случае угрозы эти скаты стараются удаляться от хищника под углом 45 °, что позволяет им, сохраняя максимальную скорость не упускать его из вида.
На Pastinachus sephen паразитируют Dendromonocotyle ardea, Decacotyle tetrakordyle и Pterobdella amara. Взрослых особей часто сопровождают реморы и ставридовые.
Подобно прочим хвостоколообразным широкохвостый хвостокол относится к яйцеживородящим рыбам. Эмбрионы развиваются в утробе матери, питаясь желтком и гистотрофом. В помёте, вероятно, не более 1 новорождённого с диском шириной около 18 см. Самцы и самки достигают половой зрелости при ширине диска 98—100 и 100 см соответственно. В Молуккском проливе круглый год попадаются единичные молодые скаты Pastinachus sephen, они отличаются от половозрелых более заострённым рылом.
Наблюдения, сделанные в заливе Шарк, Австралия, показали, что широкохвостый хвостокол во время прилива заплывает на песчаное мелководье и остаются там как минимум в течение 4 часов. Часто они отдыхают в мутной воде небольшими группами. Численность групп, как правило, не превышает трёх особей и редко достигает девяти. Скаты собираются в «розетку», выставив хвосты наружу. Вероятно, таким образом они защищаются от хищников, поскольку они способны засечь их приближение с любой стороны. Они подставляют потенциальной угрозе наименее уязвимую часть своего тела — хвост, который к тому же оснащён механическими рецепторами. Члены группы спасаются бегством коллективно, что делает каждого ската менее уязвимым. Иногда широкохвостые хвостоколы образуют смешанные скопления вместе с кольчатыми хвостоколами, пользуясь тем преимуществом, которое последним предоставляет длинный хвост.

## Взаимодействие с человеком
Ядовитый зазубренный шип делает широкохвостого хвостокола потенциально опасным для человека. Если ската схватить за передний край диска, он способен выгнуть хвост, как скорпион, и нанести укол. В небольшом количестве они попадаются в качестве прилова при коммерческом промысле с помощью тралов. Мясо используют в пищу, из выделанной кожи производят шагрень. Мода, возникшая в 90-х годах прошлого века, на изделия из этого материала, из которого делали кошельки, ручки и т. д., привела к массовому лову скатов в Юго-Восточной Азии. Медленное воспроизводство делает их очень чувствительными к перелову. Данных для оценки Международным союзом охраны природы статуса сохранности вида недостаточно.